# 工程師 (虛構生物)
工程師（英語：Engineers），又稱太空騎師（英語：Space Jockey），是異形系列中的虛構外星物種，主要出現在前傳《普羅米修斯》和《異形：聖約》中。
在電影的虛構情節裡，這些被稱作「工程師」的外星人在地球人類的誕生起源中起了巨大作用；也是他們意外促成了異形的誕生。

## 創作

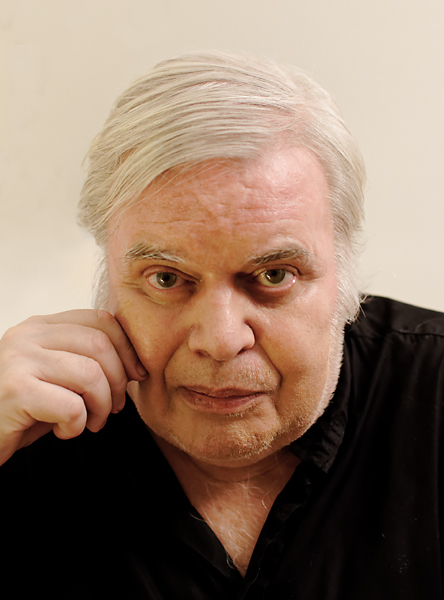
藝術家H·R·吉格爾設計了《異形》中的「太空騎師」。

### 首次亮相
在《異形》短暫出現的太空騎師是由藝術家H·R·吉格爾設計的。其外觀看上去戴著類似大象形狀的頭盔。
《異形2》的導演詹姆斯·卡梅隆推測：該名太空騎師最先撿到了異形卵，但遭感染後便被迫降落於LV-426星球，並設置了警告訊息。
《異形》電影上映後，這個外星物種常被稱作「太空騎師」，但導演雷利·史考特當時並未為這種生物正式命名，他表示不知是誰取了「太空騎師」的名字。這個物種還曾有過其他數個名字，設計者H·R·吉格爾最初最稱之為「飛行員」（The Pilot），詹姆士·柯麥隆則稱其為「Big Dental Patient」。

### 前傳
2002年時，雷利·史考特表示他正有意製作關於異形生物和太空騎師起源的電影，後來即定名為《普羅米修斯》。該片的編劇喬·斯派茨認為《異形》電影的神秘之處就是外星人的本質，「所有的謎團都有外星人的參與：那種骨骼直接露在外面的惡夢般生物……那個被稱為『太空騎師』、面部像大象一樣的巨人……我該如何做才能讓人對這些生物之間所發生的故事感興趣？」他說解決這個問題的辦法就是把它跟人類的過去和未來聯繫在一起。
而史考特亦曾表示：該電影中工程師創造人類的故事情節部分是從馮·丹尼肯著作吸收靈感而來的，並稱這個物種是對上帝的隱喻。此外他也說，工程師與米爾頓作品《失樂園》裡的墮天使有類似之處。
《普羅米修斯》中出場的工程師是由一個电子仿真裝置来飾演的，最終再由電腦動畫生成其造型。
在《普羅米修斯》上映時，一些關於工程師的電影片段遭到刪減，並沒有出現在公映版中，其中包括片頭有數個工程師將黑水遞給那個要自我毀滅的工程師、人造人大衛有與工程師短暫交流過、工程師在追殺伊莉莎白·蕭時，曾對飛船內的裝飾品與播放的影片感到興趣等。
史考特將工程師構想為一個邪惡的種族：
工程师都是些好斗的混蛋……他们将自己的智慧用于制造致命的设备和武器，这些武器让现实中的化学武器相形见绌，无论是谁都会对他们产生这样的印象。所以我一直就有这样的设想，你见到的那些神一般的生物实际上并不友善，他们也不是真正的神祇。——雷利·史考特
在為《異形：聖約》宣傳的期間，史考特接受《帝國雜誌》訪問時說：《普羅米修斯》裡LV-223星球的工程師其目的確為消滅人類，這些工程師利用「黑水」這種物質在宇宙不同星球製造出各具特色的生命體，由於他們認定人類「變壞」才想要將其清除。
史考特於2018年表示：工程師未來將會在續集《異形：覺醒》中再度登場。

## 電影

### 異形
背景設定於2122年，運輸飛船諾史莫號在收到一個不明信號後便改變航線抵達了LV-426星球，在一個遺棄的飛船內發現一個巨大外星生物「太空騎師」的残骸，他胸部有被異形破胸而出的痕跡。（這種生物即是後來前傳中所描述的「工程師」）

### 普羅米修斯
|                               | 他們創造了我們，然後又試圖殺死我們。他們改變了主意，我想要知道為什麼。 |
| ——伊莉莎白·蕭，《普羅米修斯》 |                                                                        |

片頭為史前時期的地球，一名工程師望著空中一艘飛船離去後便喝下一碗黑色液體，自我毀滅，隨之其身體便開始分崩離析……。
接著背景設定於2093年，由韋蘭公司贊助的普羅米修斯號科研飛船抵達了目的地LV-223星球，在此之前考古學家伊莉莎白·蕭博士於地球上發現不同文明遺留的古老星圖，均指向這顆星球；她也堅信是這些外星人（星圖中畫的巨大人影）創造了人類，並將其稱為「工程師」。
等飛船船員進入星球中的基地後，發現眾多死去的工程師屍體及裝滿神秘液體黑水（Black goo）的罐子。伊莉莎白·蕭根據之後事態的發展醒悟到，這是工程師的軍事基地，他們本來正要載著這些作為生化武器的黑水出航至地球毀滅人類，但後來由於黑水洩漏發生意外，使工程師全數死去。
船員之一的人造人大衛喚醒了一名沉睡中的僅存工程師，一直躲在飛船中、年邁的韋蘭公司創始人彼得·韋蘭想要讓工程師幫助自己免於死亡，但該名工程師殺死了他和其他人，在駕著飛船前往地球延續任務未果（遭到普羅米修斯號的自殺式衝擊墜落）後，又前去攻擊這個星球僅存的人類伊莉莎白·蕭，最終被從黑水突變出來的一隻類似章魚的怪物（被骗喝下黑色液体的哈洛維与蕭發生性關係后，蕭所怀上的生物——“三叶虫”）所殺。結尾，蕭在大衛幫助下駕駛另一艘工程師的飛船離開LV-223星球，她想要去工程師的家園，了解創造人類的他們為何又想要毀滅人類。

### 異形：聖約
《異形：聖約》時間點設定於2104年，即《普羅米修斯》過後的十年。一艘殖民太空船「聖約號」由於收到不明訊號降落在一個星球，這個星球即是《普羅米修斯》結尾提及的工程師家園，這時當地由於被黑水感染已一片死寂。在之後的倒敘片段顯示了之前人造人大衛刻意在這個星球釋放大量黑水，使星球上的工程師徹底滅絕。

## 其他版本
在艾伦·迪恩·福斯特撰寫的電影改編小說裡，則把「太空騎師」描繪為一個「高貴的種族」，他們比人類更巨大、强壮和智慧，試圖警告他人不要靠近LV-426星球。